# Alternanthera multicaulis
Alternanthera multicaulis là loài thực vật có hoa thuộc họ Dền. Loài này được (Mart.) Kuntze mô tả khoa học đầu tiên năm 1891.